# ووت فس
ووت فس (انگلیسی: Wout Faes؛ زادهٔ ۳ آوریل ۱۹۹۸) بازیکن فوتبال اهل بلژیک است.
از باشگاه‌هایی که در آن بازی کرده‌است می‌توان به باشگاه فوتبال اندرلشت اشاره کرد.
وی همچنین در تیم‌های ملی فوتبال زیر ۱۵ سال بلژیک، زیر ۱۷ سال بلژیک، زیر ۱۹ سال بلژیک، زیر ۲۱ سال بلژیک و بلژیک بازی کرده‌است.